# Lambada (bài hát)
"Lambada", còn có tên khác là "Chorando Se Foi (Lambada)" hoặc "Llorando se fue (Lambada)", là một bài hát của ban nhạc pop nước Pháp là Kaoma. Bài hát có giọng hát chính của ca sĩ người Brazil Loalwa Braz. Bài hát được phát hành như đĩa đơn đầu tiên của album đầu tay Worldbeat của Kaoma. Video âm nhạc của nó, được thực hiện trên bãi biển Cocos của thành phố Trancoso, tiểu bang Bahia, Brazil, có hình ảnh của cặp sao nhí người Brazil Chico & Roberta.
Bài hát được hát bằng tiếng Bồ Đào Nha, là một bản trộn hát lại của phiên bản hit năm 1986 tên "Chorando se foi" của Márcia Ferreira  (lời được dịch ra tiếng Bồ Đào Nha) và hit năm 1984 tên "Llorando se fue" của Cuarteto Continental (có tiếng accordion kèm theo), phát hành năm  1984 với nhãn công ty Peru INFOPESA và do Alberto Maravi sản xuất; cả hai bài hát trên đều được cải biên từ bài hát Llorando se fue năm 1981 của ban nhạc người Bolivia Los Kjarkas.
Tại thời điểm phát hành, bài hát được coi là bài đơn thành công nhất châu Âu trong lịch sử của CBS records với doanh số 1,8 triệu bản tại Pháp và hơn 4 triệu trên khắp châu Âu. Nó đã bán được hơn 5 triệu bản trên toàn thế giới.